# Bilca, Suceava
Bilca (germană Bilka) este satul de reședință al comunei cu același nume din județul Suceava, Bucovina, România.
Biserica de lemn „Adormirea Maicii Domnului” din Bilca, construită în anul 1743 la Vicovu de Jos, demontată și transferată în 1818.
 Acest articol despre o localitate din județul Suceava este deocamdată un ciot. Puteți ajuta Wikipedia prin completarea lui.